# Lančiūnavos miškas
Lančiūnavos miškas este o arie protejată (sit de importanță comunitară — SCI) din Lituania întinsă pe o suprafață de 2.007,71 ha, integral pe uscat.

## Localizare
Centrul sitului Lančiūnavos miškas este situat la coordonatele 55°20′54″N 24°11′46″E / 55.3482°N 24.196°E.

## Înființare
Situl Lančiūnavos miškas a fost declarat sit de importanță comunitară în decembrie 2021 pentru a proteja un număr necunoscut de specii din flora spontană și fauna sălbatică aflate în arealul zonei.

## Biodiversitate
Situată în ecoregiunea boreală, aria protejată conține 6 habitate naturale: Fânețe de joasă altitudine (Alopecurus pratensis, Sanguisorba officinalis), Mlaștini turboase de tranziție și turbării mișcătoare, Taiga vestică, Păduri caducifoliate bătrâne naturale hemiboreale fino-scandinave (Quercus, Tilia, Acer, Fraxinus sau Ulmus) bogate în specii epifite, Păduri fino-scandinave bogate în ierburi cu Picea abies, Păduri caducifoliate de mlaștină fino-scandinave.
La baza desemnării sitului se află un număr nedeclarat de specii protejate.
Pe lângă speciile protejate, pe teritoriul sitului au mai fost identificate 2 specii de păsări.